# Besének
Besének je levostranný přítok řeky Svratky v okresech Blansko a Brno-venkov v Jihomoravském kraji. Délka toku činí 17,7 km. Povodí potoka má rozlohu 69,0 km².

## Průběh toku

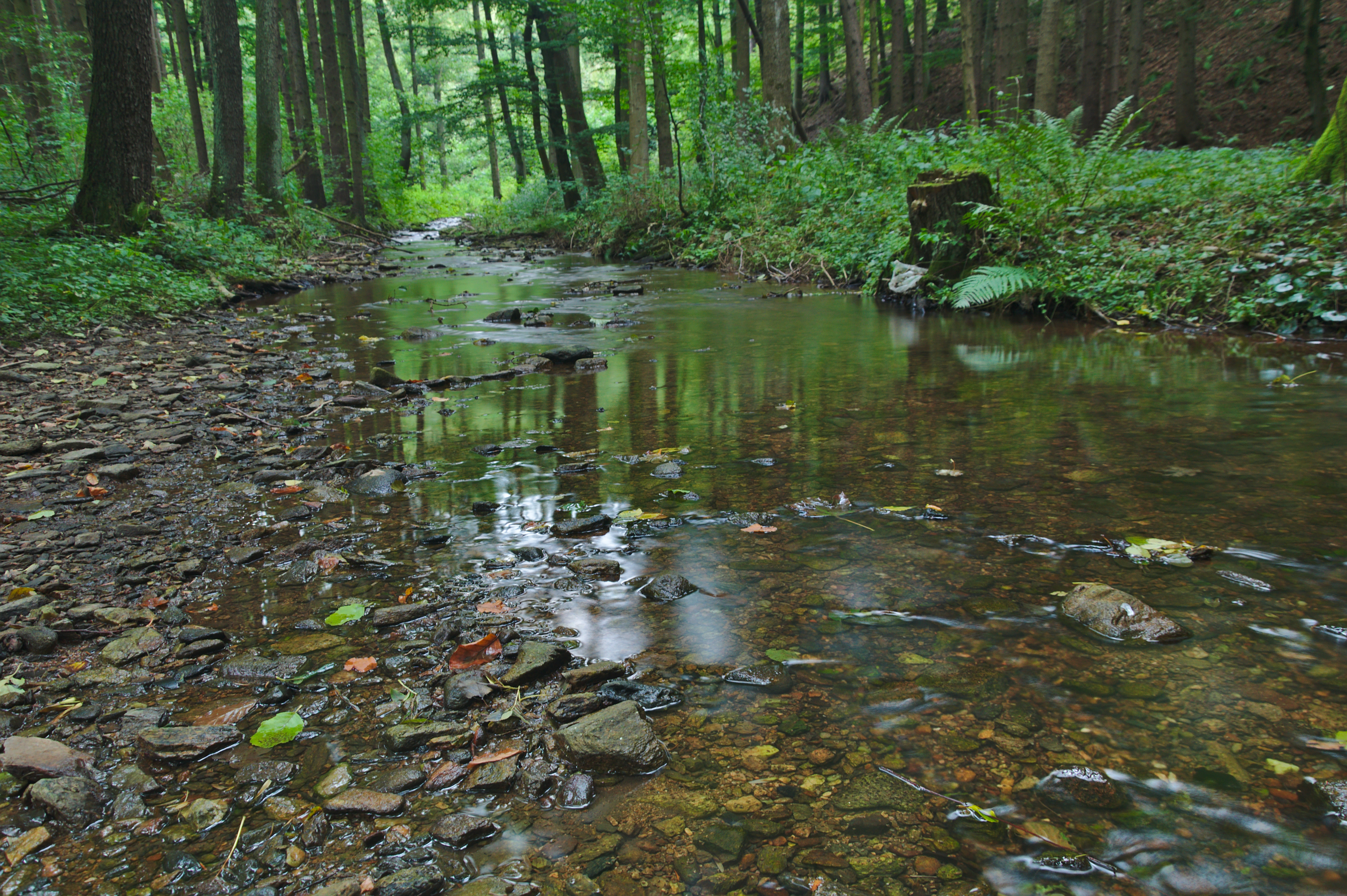
Besének u Synalova

Pramení na několika místech v trojúhelníku tvořeném obcemi Brumov, Černovice, Bedřichov v nadmořské výšce kolem 625 m. Odtud teče přibližně na jih a přibírá vodu z dalších potůčků. Mnohé z nich jsou bezejmenné. Tři pojmenované přítoky ústí do Besénku blízko Šerkovic. Je to potok Brusná, Rašovský potok a Ždánický potok. Z Šerkovic pokračuje Besének jižním směrem do Lomničky u Tišnova, kde se otáčí přibližně na západ, zleva do něj přitéká potok Lomnička, Besének pak protéká mezi kopci Dřínová a Květnice a v Předklášteří se vlévá zleva do Svratky.
Po celé své délce je Besének chovným pstruhovým revírem se zákazem lovu od pramenů až po vtok do Svratky. V minulosti byl považován za zlatonosný potok. Lidová poezie o Besénku zpívá „Květnice hora, Besének voda, dražší než celá Morava“.
V obci Brumov byl Besének roku 2004 regulován. Byla provedena stabilizace koryta a snížení podélného sklonu.

## Geologie
Podle analýzy materiálu odebraného ze dna potoka pod vrchem Květnice písek obsahuje na jednu tunu asi 10,5 gramu barya, 3,6 gramu lanthanidů, 4,2 gramu zinku a 0,42 gramu stříbra.

## Vodní režim
Průměrný průtok Besénku u ústí činí 0,17 m³/s. V Lomničce je vodoměrná stanice číslo 4473.